# Hedychium gardnerianum

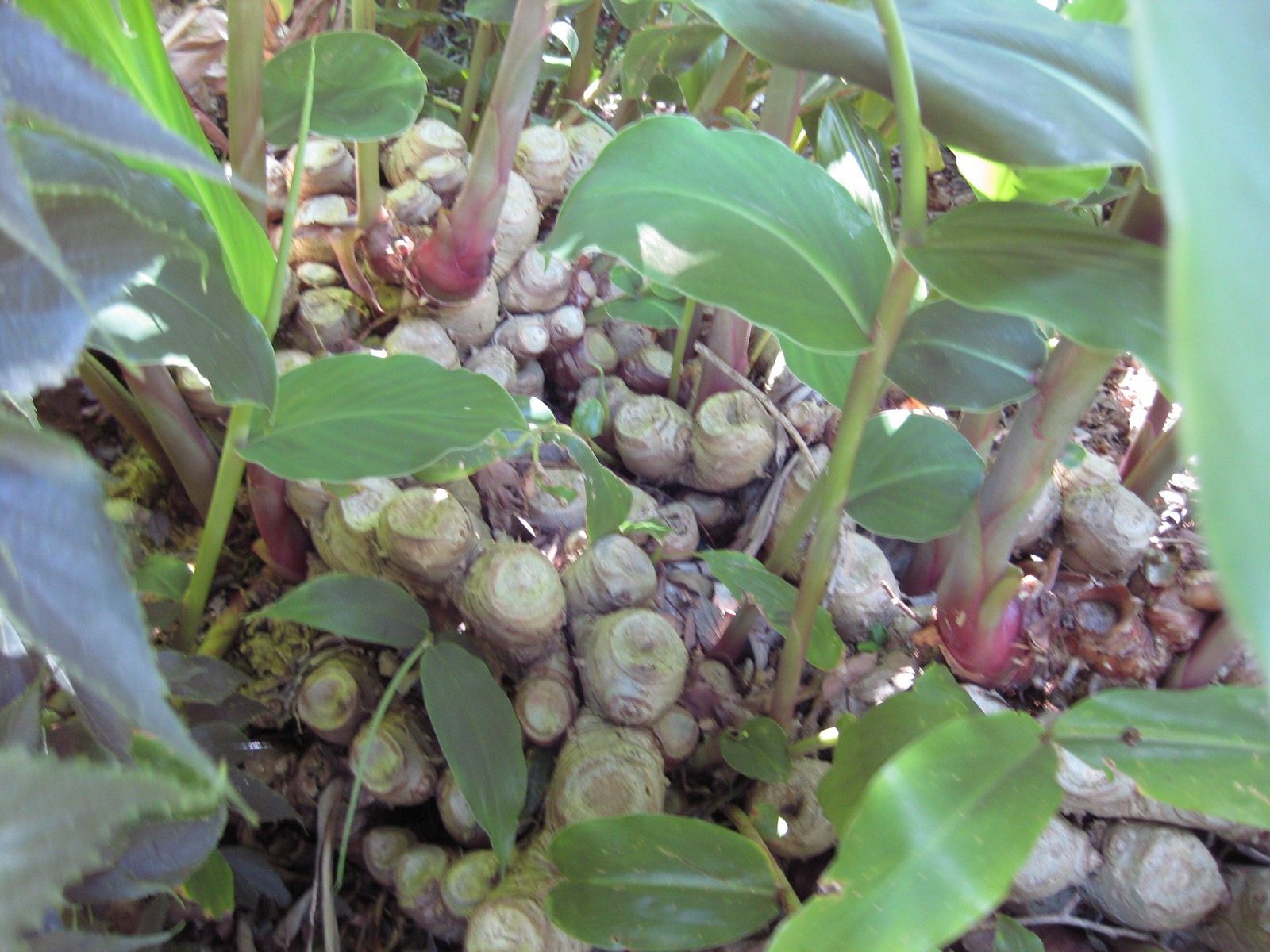
Hedychium gardnerianum

Hedychium gardnerianum Sheppard ex Ker Gawl. (1824), conhecida pelos nomes comuns de conteira, jarroca, roca, cana-roca, roca da velha, e gengibre-selvagem, é uma planta herbácea, rizomatosa, que atinge até  2,4 metros de altura, com grandes folhas de coloração verde brilhante. As flores são de cor amarelo claro, com longos estiletes vermelhos, agrupadas em densas inflorescências terminais em forma de espigas. Floresce no final do verão. Oriunda do Himalaia, é considerada espécie invasora na Nova Zelândia, Havaí e Açores, onde se tem vindo a tornar um problema crescente para as espécies nativas.

## Descrição
A espécie é cultivada como planta ornamental. Prefere clima quente, mas tolera regiões temperadas que tenham geadas ligeiras e ocasionais.
As flores são fragantes, de coloração amarelo claro com longos estiletes vermelhos, agrupadas em densas espigas. Floresce no final do Verão.
A espécie é considerada uma espécie invasora em algumas regiões subtropicais, nomeadamente na Nova Zelândia, Hawaii e Açores.
Está incluída na lista das 100 espécies exóticas invasoras mais perigosas do mundo publicada pela União Internacional para a Conservação da Natureza.

## Referência
Departamento de Recursos Naturais do Estado do Havaí (Em inglês)

## Galeria

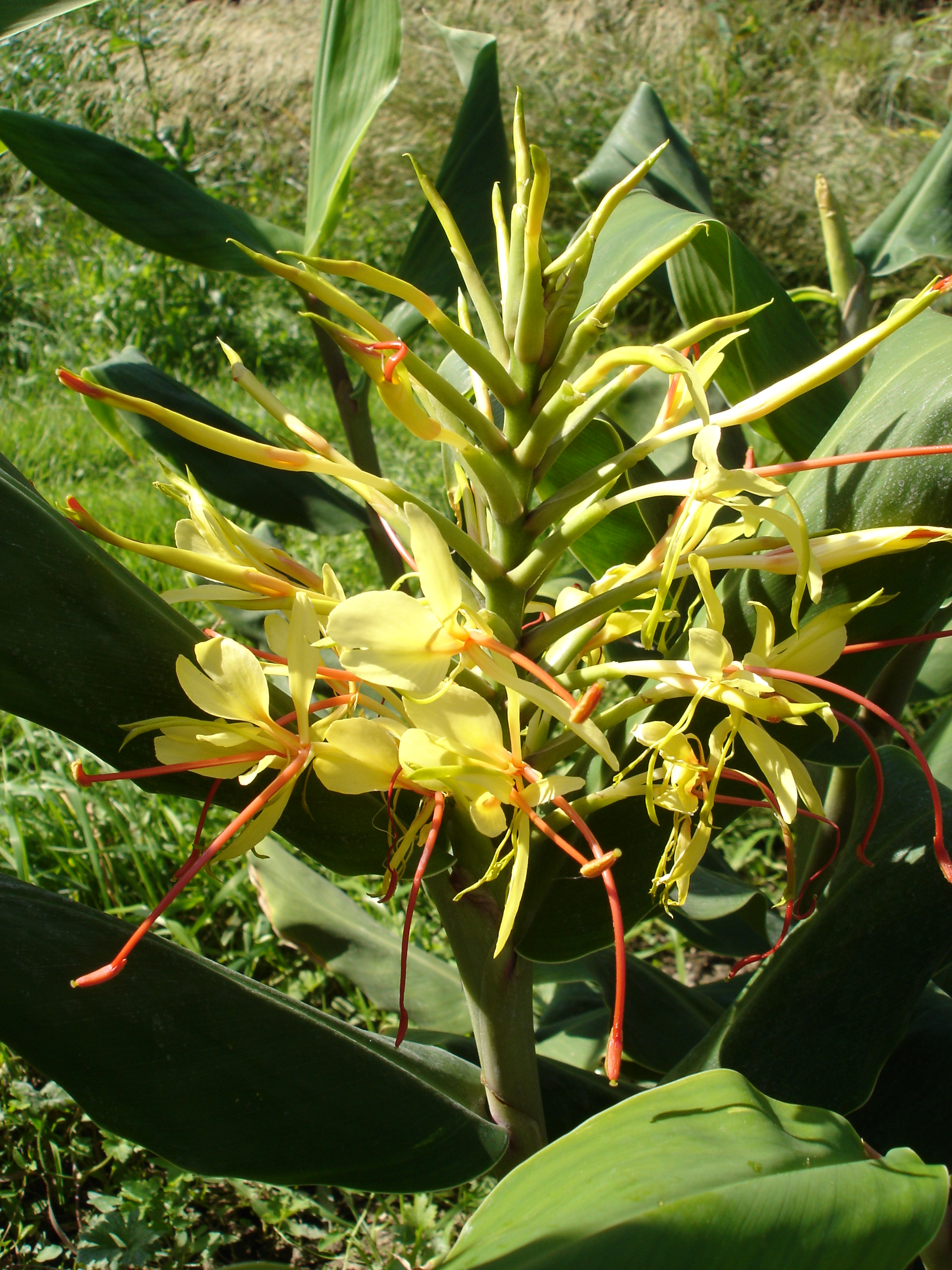
Hedychium gardnerianum (flor).
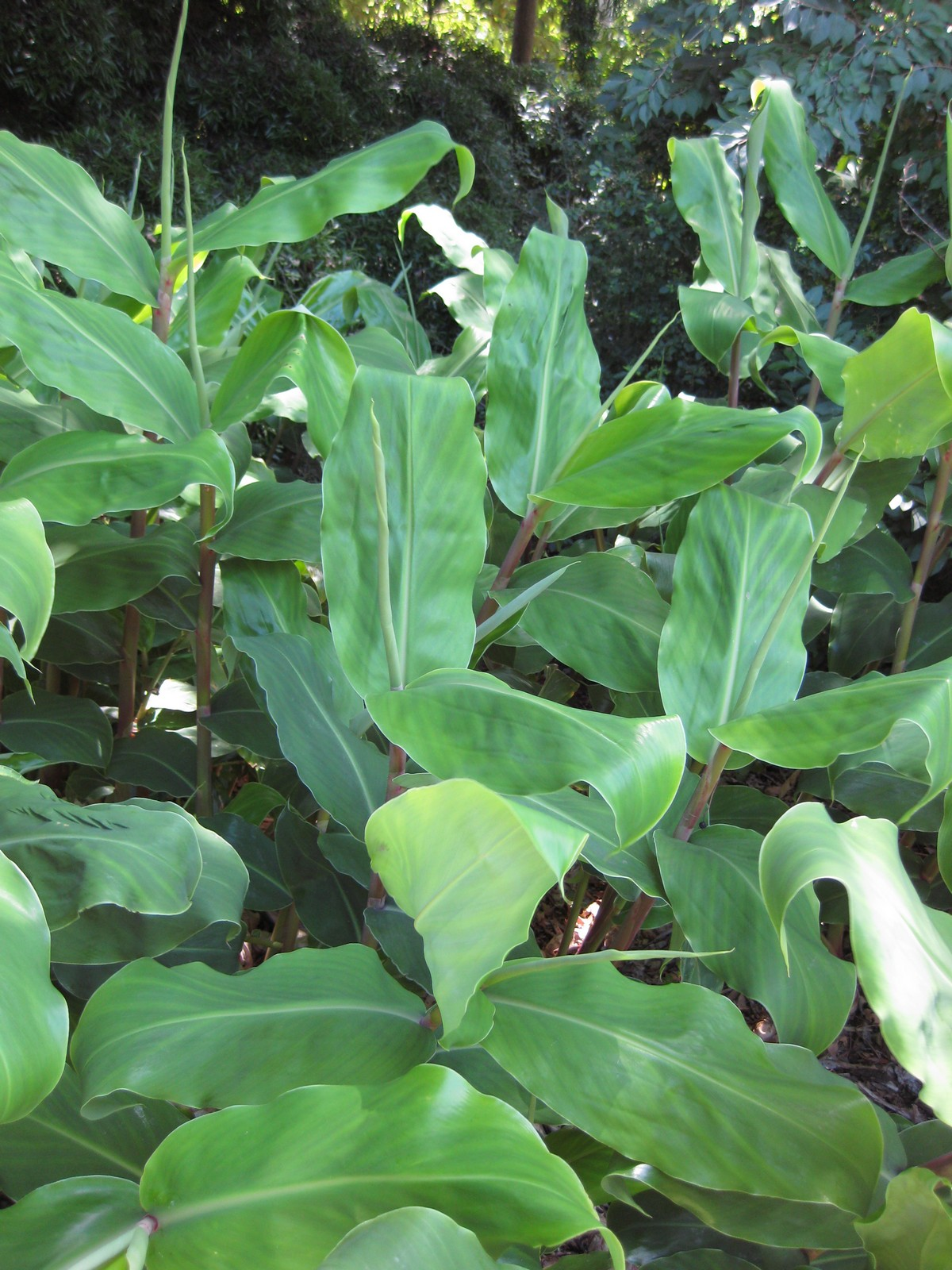
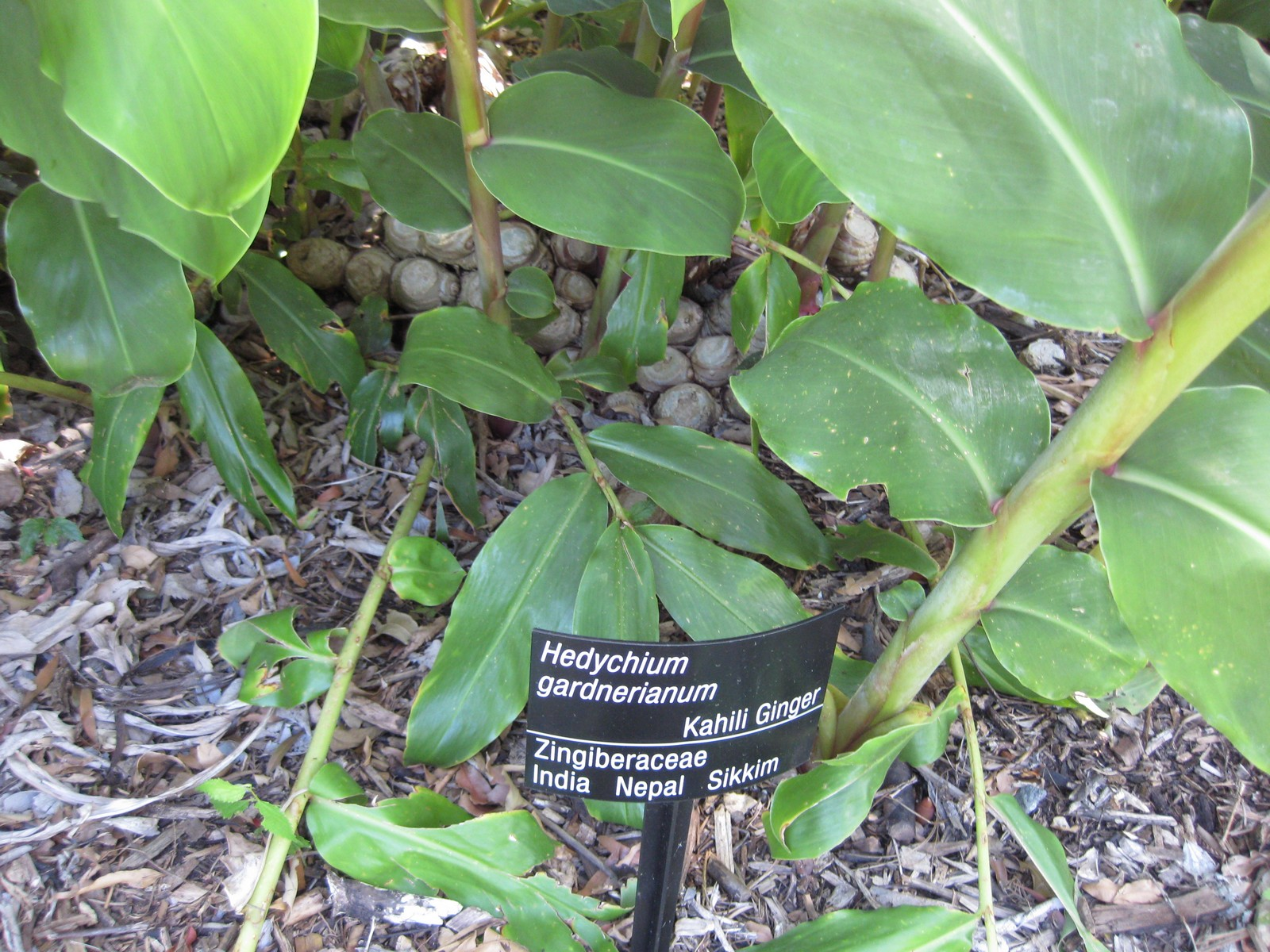
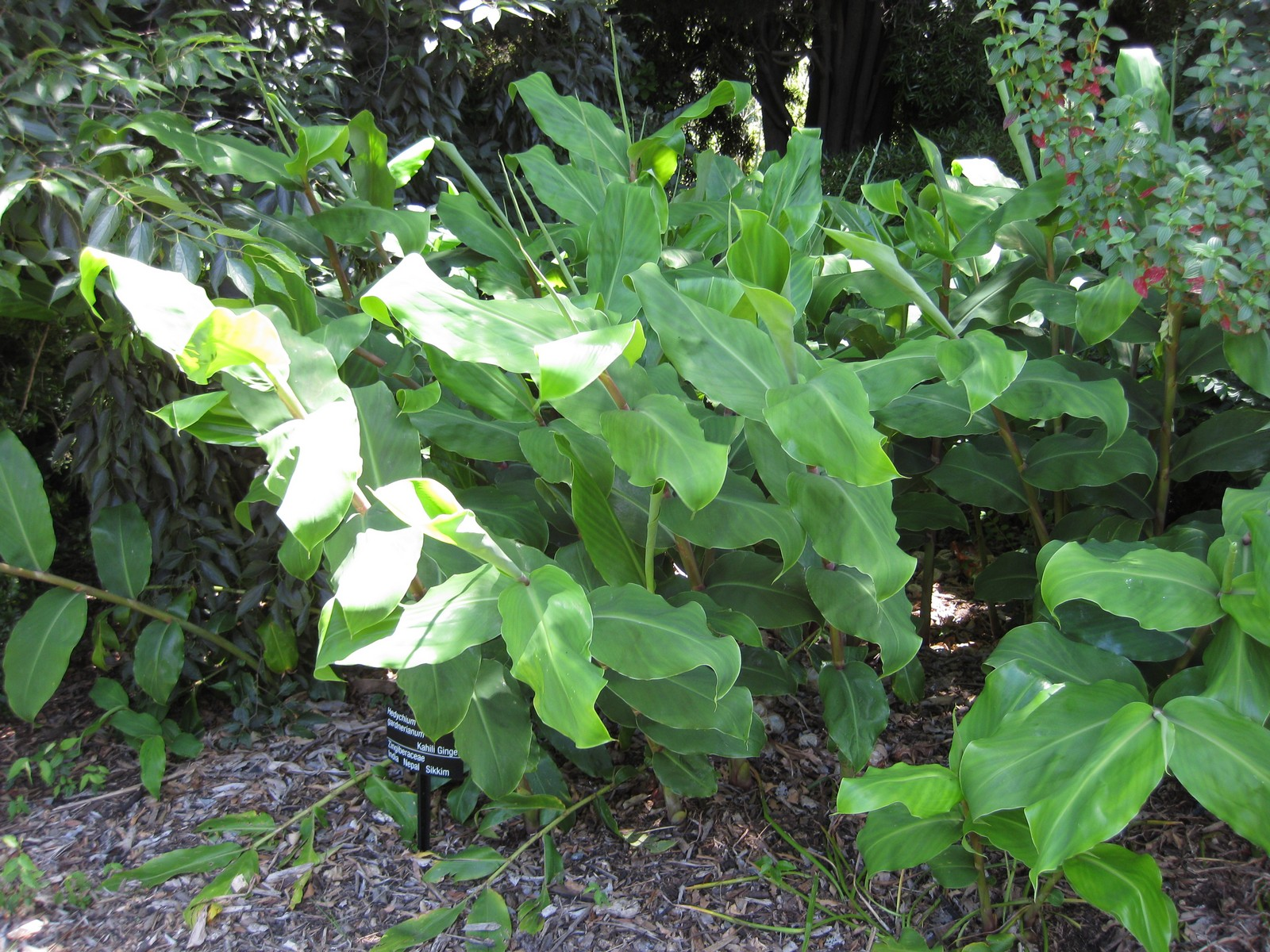